# Héctor Polanía Sánchez
Héctor Polanía Sánchez (Pitalito, 30 de diciembre de 1924 - Pitalito, 1 de mayo de 2001) fue un periodista, diplomático y político colombiano.

## Biografía
Héctor Polanía Sánchez salió de Pitalito y estudio en Bogotá, bachiller del Colegio de San Bartolomé.
Entre 1945 y 1955 inició estudios de derecho en la Pontificia Universidad Javeriana en Bogotá, estudios que abandonaría para empezar la carrera de arquitectura en la Universidad Nacional. Desde temprana edad, Héctor Polanía se identificó con las tesis conservadoras y su militancia e ideas le llevaron a conocer a los más destacados líderes conservadores de esa época, entre otros a quien sería su mentor y referente: Gilberto Alzate Avendaño, posiblemente la figura más destacada del conservatismo colombiano durante el siglo XX. Alzate Avendaño, caudillo conservador, pasó a convertirse en una amenaza para los líderes tradicionales y barones de su partido y mantuvo enconadas diferencias con los mismos dado su radicalismo.
Llega al periódico de Alzate, el "Diario de Colombia", y pronto se convertiría, además de columnista, en el editor político del periódico. Posiblemente con el ánimo de alejar a Alzate Avendaño de la arena política colombiana donde se perfilaba como un posible candidato presidencial, en 1955 Alzate es nombrado Embajador en España, no en vano había sido un ferviente admirador de José Antonio Primo de Rivera y consecuentemente del General Francisco Franco, en ese entonces Caudillo de España. Polanía Sánchez llega como Primer Secretario de la Embajada y eso le brinda la oportunidad de relacionarse con personalidades de la cultura y la política, posiblemente las dos pasiones más conocidas de don Héctor Polanía, quien también aprovecha su estadía en Europa y estudia Dirección y Producción de Cine en París.

### Alcalde de Pitalito
A su regreso a Colombia es nombrado Alcalde de Pitalito, cargo que ejerce entre 1961 y 1964. Como Alcalde, empieza la transformación de su pueblo orientando el desarrollo hacia lo que por ese entonces de denominaba como "ciudades intermedias". Polanía deja obras importantes para su municipio y transforma la manera parroquial de manejar los asuntos y el desarrollo y desde entonces plantea obras que más adelante tuvo la oportunidad de ver realizadas. Su administración lo catapulta a nivel regional y sale de la alcaldía hacia la secretaría de hacienda departamental donde se desempeña entre 1964 y 1966. 

### Representante a la Cámara
A partir de aquí empieza su carrera legislativa y es elegido Representante a la Cámara para el periodo 1966 - 1968.

### Gobernador del Huila
En 1970 llega a la presidencia otro de sus mentores: Misael Pastrana Borrero. Polanía es nombrado Gobernador del Huila en 1971 y acompaña al Presidente por el resto de mandato en esa posición hasta 1974. Fueron 3 años en los que el departamento vivió grandes transformaciones y se construyeron importantes obras. Para 1968 mediante la Ley 55 se crea ITUSCO en la capital del departamento y para 1973 adelanta la obra e inaugura la sede, ubicada en la avenida Pastrana Borrero; en 1976, gracias a la gestión de diversos sectores y de Polanía, la ITUSCO pasa a ser la Universidad Surcolombiana. 
En Neiva se adelantan durante la gobernación de Héctor Polanía grandes obras urbanísticas como la canalización de la quebrada "La Toma". Empezó el más ambicioso plan de modernización del departamento. Electrificación rural y urbana, trazado de vías, hoteles (Hotel Timanco, Pitalito), colegios, hospitales, integración regional -vías a Mocoa y a Popayán-. Uno de sus tópicos de gobierno favoritos fue el desarrollo turístico, y en ese sentido inició los trámites internacionales para que San Agustín fuera reconocido como patrimonio de la humanidad. Construyó aeropuertos -Pitalito (Contador), Garzón- y rectificó el trazado de las vías que conducen a San Agustín desde Neiva. Hizo los proyectos hidroeléctricos de Betania y El Quimbo, entre otras obras, proyectos que hoy son una realidad. 
Posteriormente hizo un receso en su actividad y volvió a su Pitalito natal donde ejercía su vocación de líder y político en la sombra, compaginándola con sus actividades culturales, su relación con intelectuales y artistas, su pasión por los animales y el campo y sus amigos con los que día tras día criticaba, opinaba y dejaba conocer su manera de ver la política regional y nacional. 

### Senador de la República
Héctor Polanía llegó al Congreso de Colombia como Senador por el Partido Conservador. Fue un duro crítico de los acercamientos e intentos de diálogo del gobierno de Belisario Betancur con las guerrillas.
No se debe olvidar que fue mecenas de muchos artistas huilenses, como Carlos Salas y Wilson Díaz, que también mantuvo amistad con personalidades de las letras nacionales como León de Greiff y Eduardo Carranza -diplomático en Europa por la misma época suya-, amigo también de los hermanos Pío y Ricardo Baroja, del maestro ecuatoriano Guayasamín, de los artistas Fernando Botero, Lucy Tejada Sáenz y Alejandro Obregón, los españoles Antoni Tàpies, Joan Miró y Rafael Alberti.

## Asesinato
El 1 de mayo de 2001 a pocos kilómetros de su finca "Pompeya" en su natal Pitalito, fue asesinado por dos sicarios de las FARC-EP, cuando conducía su vehículo, en compañía de sus escoltas.